# Глебовское сельское поселение (Хабаровский край)
Глебовское се́льское поселе́ние — муниципальное образование в Вяземском районе Хабаровского края Российской Федерации. Образовано в 2004 году.
Административный центр — село Глебово.

## Население
| 2010 | 2011 | 2012 | 2013 | 2014 | 2015 | 2016 |
| ---- | ---- | ---- | ---- | ---- | ---- | ---- |
| 286  | →286 | ↘282 | ↘281 | ↘275 | ↘270 | ↘259 |
| 2017 | 2018 | 2019 | 2020 | 2021 |      |      |
| ↗273 | ↘271 | ↗279 | ↘272 | ↘229 |      |      |

## Населённые пункты
В состав поселения входят 3 населённых пункта:
| № | Населённый пункт | Тип             | Население |
| - | ---------------- | --------------- | --------- |
| 1 | Глебово          | село            | ↘211      |
| 2 | Каменушка        | посёлок станции | ↘7        |
| 3 | Снарский         | посёлок станции | ↘11       |